# Alfano (Włochy)
Alfano – miejscowość i gmina we Włoszech, w regionie Kampania, w prowincji Salerno.
Według danych na rok 2004 gminę zamieszkiwało 1305 osób, 326,2 os./km².

## Współpraca
Miejscowość partnerska:
- Zermatt, Szwajcaria